# Serie 100 (subte de Buenos Aires)
Los Alstom Metrópolis series 100 son parte del material rodante del Subte de Buenos Aires, fabricados por Alstom en Argentina y Brasil.
La Serie 100 de Alstom Metrópolis, da servicio actualmente en la Línea E y D. (esta ultima que también opera con una generación posterior de Alstom Metrópolis, la Serie 300), siendo estos adaptados para circular con CBTC.

## Datos técnicos
- Procedencia  Brasil -  Argentina
- Período de fabricación: 2001-2007
- Fabricante: Alstom
- Alimentación: Pantógrafo / 1500 VCC
- Velocidad máxima de servicio: 80km/h.
- Velocidad máxima de diseño: 100km/h
- Puertas: 4 por lado
- Aceleración y desaceleración: 1,0 m/s2 / 1,1 m/s2
- Peso: 206 t (6 coches)
- Composición:
  - 5 coches (Rca-Mpa-Mpb-Mm-Rcb)
  - 6 coches (Rca-Mm-Mpa-Mpb-Mm-Rcb)
- Cantidad: 96 coches (60 en la Línea D, 30 en la Línea E y 6 en reserva)

## Historia

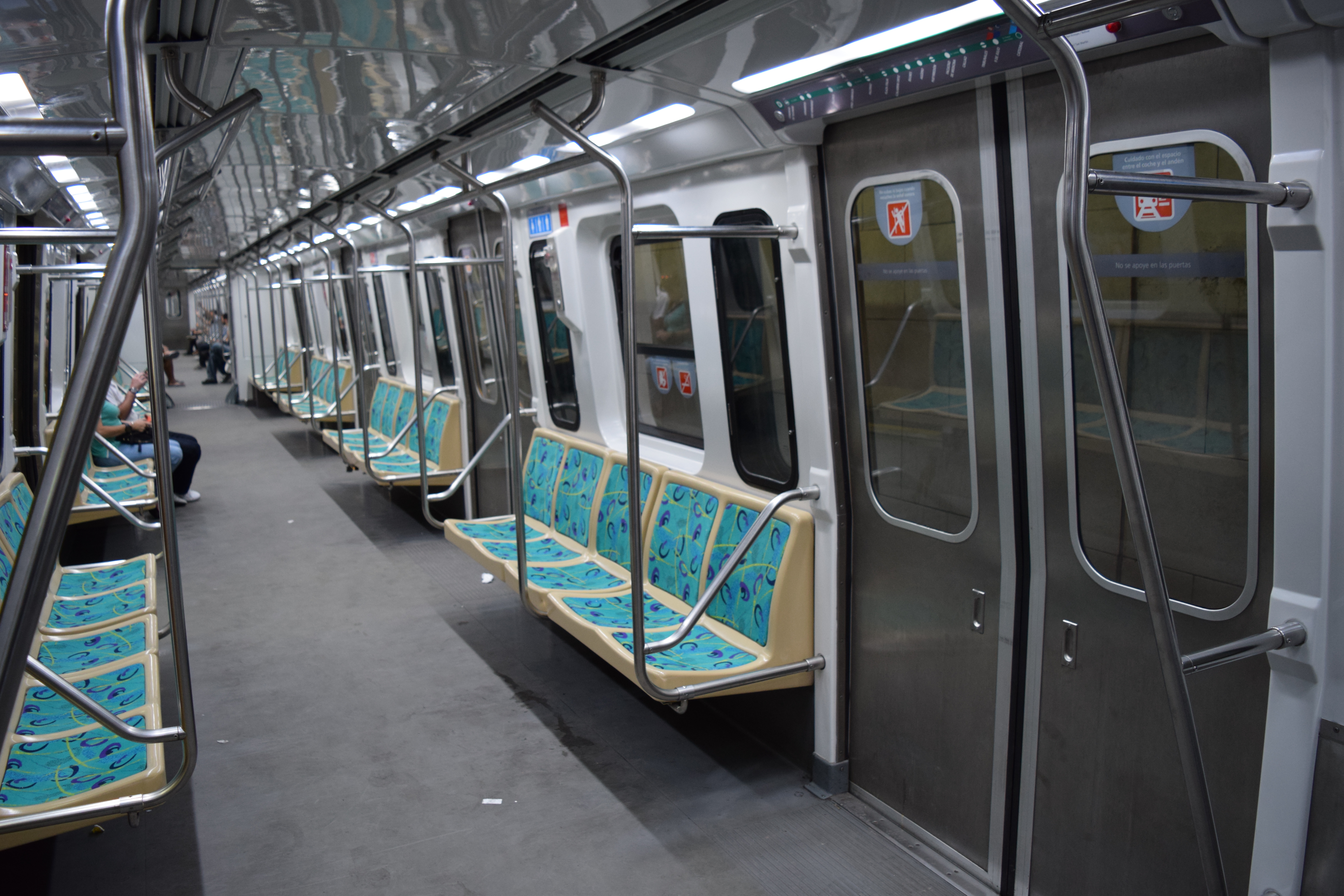
Interior de un coche modernizado con aire acondicionado

Los serie 100 fueron inicialmente adquiridos para reemplazar a los históricos coches La Brugeoise que circulaban en la línea A, sin embargo, fueron introducidos en la línea D debido a que la línea A aún no estaba adaptada para entregar los 1500v que necesitaban los coches, ya que la línea entregaba 1100v con la que funcionaban los Brugeoise. En la línea D fueron reemplazando gradualmente a coches Hitachi-Nippon Sharyo originales del [[Metro Municipal de Nagoya Series 250/300/1200, que a su vez fueron trasladados a la línea C para cubrir a los también longevos Siemens-Orenstein & Koppel
Originalmente, la compra comprendía 80 coches (16 formaciones de 5 coches, el número máximo por formación que toleraba la línea A) a los que se agregaron posteriormente 16 coches adicionales con el objetivo de incrementar de 5 a 6 el número de coches por formación y poder así aumentar la capacidad de pasajeros transportados que necesitaba la línea D.
En 2015 los coches empezaron a recibir una remodelación de media vida, principalmente para añadir aire acondicionado, pero también incorporando pequeños cambios al interior como cambiar el tapizado y las luces. 
A pesar de disfrutar una vida de servicio exitosa, son también los coches más ruidosos en la red.
En 2019 se planteó la idea de enviar 6 formaciones de este modelo a la línea E, con el objetivo de dar de baja a las formaciones CAF-General Electric Española, que fueron fabricados en 1964 y poseen muchas fallas durante su funcionamiento, lo cual se completó en 2022, compartiendo vía con formaciones Fiat-Materfer.